# Іспанський похід вікінгів (844)
Іспанський похід вікінгів — перший рейд вікінгів до Піренейського півострова. Тривав протягом літа-осені 844 року. Проводився силами декількох флотилій, командування якими приписується легендарним ватажкам Гастінгу й Бйорну Залізнобокому. Вікінги прибули до Іспанії з території Франції. Вони сплюндрували берегові райони Астурійського королівства та Кордовського емірату, а також захопили і пограбували мусульманські міста Лісабон, Кадіс, Медіну, Альхесірас і Севілью.

## Історія
У серпні 844 року об'єднаний флот вікінгів під командуванням Гастінга й Бйорна Залізнобокого покинув Нуармутьє в гирлі Луари й вирушив на південь вздовж узбережжя Франції. Їхні сили складалися зі скандинавів, які пізніші арабські джерела називають «лавдханами» (норманами).
Вікінги сплюндрували північ Астурійського королівства — Астурію (Хіхон) й Галісію (Ла-Коруня), але зазнали поразки від короля Раміро І в околицях Вежі Геркулеса. Після цього, незважаючи на шторм, вони рушили до португальських земель.
На початку вересня вікінги зненацька здобули Лісабон, що належав Кордовському емірату Омеядського халіфату. Вони 13 днів грабували місто й вирізали частину його населення. Лісабонський управитель негайно сповістив про це кордовського еміра Абд ар-Рахмана II.
Покинувши Лісабон, скандинави рушили далі на південь й пограбували інші мусульманські міста в Іспанії — Кадіс, Медіну, Альхесірас. Ймовірно, вони також здійснили рейд на Асілу в Марокко.
25 вересня вікінги дісталися на 80 кораблях до Севільї по річці Гвадалківір. Вони встановили табір на острові посеред річкових боліт. 29 вересня місцеві мусульманські сили атакували прибульців, але були биті. 1 або 3 жовтня скандинави штурмували Севілью, що не була захищена стіною. Нападники вчинили різанину в місті, спалили більшу частину будинків, але не змогли здобути севільської цитаделі. Тим часом  кордовський емір мобілізував велику армію під командуванням Іси ібн Шухайда. 11 або 17 березня вона розбила вікінгів у вирішальній битві при Таляті й звільнила місто. Після цього вони рушили грабувати регіон аль-Гарб й покинули Піренейський півострів.
Внаслідок нападу вікінгів християнські й мусульманські правителі Іспанії заходилися укріпляти прибережні землі. У Галісії була споруджена мережа маяків, наглядових веж і гірських замків, що слугували укриттям для населення в разі нападу. В Андалусії великі міста отримали міцні оборонні стіни та арсенали для міського ополчення.